# Buchnera libenii
Buchnera libenii är en snyltrotsväxtart som beskrevs av R. Mielcarek. Buchnera libenii ingår i släktet Buchnera och familjen snyltrotsväxter. Inga underarter finns listade i Catalogue of Life.